# Horst Hornung (Komponist)
Horst Hornung (* 1948 in Karlsruhe) ist ein deutscher Komponist, Cellist und Gitarrist.

## Leben
Hornung studierte an der Musikhochschule in Karlsruhe, später in Rom und Köln Violoncello, Gesang und Gitarre. Sein erster großer Erfolg war 1970 sein Konzert an der Mailänder Piccolo Scala, als er ein ihm gewidmetes Werk des französischen Komponisten Jacques Lenot uraufführte. Im selben Jahr wurde seine Interpretation von Sylvano Bussottis Rara im Spiegel hervorgehoben. Im selben Jahr trat er in Triest, Rom, Bologna und Paris mit einem Programm auf, in dem er Neue und Barockmusik mit Protestsongs und eigenen Liedern präsentierte.
Er war an mehreren Uraufführungen beteiligt, darunter Werke von Salvatore Sciarrino und von Wolfgang Rihm. Als Interpret neuer Musik ist er als Solist mit Einspielungen von Bussottis Rara und (als Ensemblemitglied von) Atlas Eclipticalis • Winter Music von John Cage hervorgetreten.

## Werke (Auswahl)
- Thing für Violoncello (1970), Ricordi[6]
- O dream o dreaming für Gitarre und Sprechstimme (1970), Ricordi[7]